# Římskokatolická farnost Dolní Krupá u Mnichova Hradiště
Římskokatolická farnost Dolní Krupá u Mnichova Hradiště (lat. Kruppa) je církevní správní jednotka sdružující římské katolíky na území obce Dolní Krupá a v jejím okolí. Organizačně spadá do mladoboleslavského vikariátu, který je jedním z 10 vikariátů litoměřické diecéze. Centrem farnosti je kostel svatého Václava v Dolní Krupé.

## Historie farnosti
Nejstarší zmínka o vesnici Dolní Krupá pochází z roku 1229, kdy král Přemysl Otakar I., uvedeného roku, daroval část vsi Chruppi benediktinskému klášteru v Opatovicích nad Labem. Místní kostel byl původně filiálním kostelem Bezdězu. Plebánie zde byla zřízena v roce 1293 pražským biskupem Tobiášem z Bechyně a potvrzena králem Václavem II. Fara zde trvala až do husitských válek, během nichž zanikla. Roku 1425 byl vypálen kostel, zvonice, fara, kněz Pavel třetí den od útoku podlehl následkům zranění a je pohřben v kostele. V 16. století se Dolní Krupá uvádí jako filiálka farnosti Bělá pod Bezdězem. Duchovní správu zde vykonával bělský farář, kterému velmi vypomáhali bělští augustiniáni. V letech 1724–1767 byla Dolní Krupá filiálkou Kuřívod.
Samostatná farnost byla v Dolní Krupé obnovena v roce 1767. Prvním farářem zde byl instalován 28. září 1767 Jan Václav Langer. Matriky jsou v místě zachovány od roku 1784. Poslední farář, který sídlil v Dolní Krupé, byl Franz Hellmich. Odešel v důsledku poválečného vysídlení sudetských Němců z farnosti v roce 1946. Poté převzali duchovní správu excurrendo kněží z Bělé pod Bezdězem. Od 2. ledna 2014 převzal duchovní správu farnosti kněz z Mnichova Hradiště.

## Duchovní správcové vedoucí farnost
Začátek působnosti jmenovaného v duchovní správě farnosti od:

### Přehled duchovních správců zpředhusitské doby

#### Plebáni
- Kliment (Clemens), † 1358
- 1358 Jan (Joannes) po zemřelém Klimentu
- 1359 Kuník (Cunico), téhož roku zemřel, † 1359
- 1359 Jarek
- 1362 Havel (Gallus)
- 1371 Ludvík z Týnce (Ludovicus)
- 1372 Albert
- Ondřej (Andreas), rezignoval 1408
- 1408 Beneš (Benedictus)
- Pavel (Paulus), † 1425
- 1425 Jan (Joannes)

### Přehled duchovních správců od obnovení farnosti vroce 1767

#### Faráři a administrátoři
- 1767 Jan Václav Langer (Joannes Wenceslaus Langer)
- 1769 František Schmid (Franciscus Schmid)
- 1772 Vojtěch Jan Kašpar (Adalb. Joann. Caspar), † 2. 9. 1813
  - 1791 Josef Schiffner
- 1791 Michael Příhoda (Michael Przihoda), † 16. 3. 1809
  - 1809 Josef Roth
- 1809 Josef Adam Schmidt, n. 24. 12. 1780 Hradiště, o. 10. 9. 1801, † 14. 8. 1832
- 1813 par. vacat
- 1814 Václav Berž (Wenc. Berž), † 13. 4. 1820
  - 1817 Václav Jan Müller
- 1818 par. vacat
- 1819 Josef Freysleben (Jos. Freyesleben), n. 9. 11. 1778 Boehm.- Kamnitz, o. 24. 8. 1803
- 1820 Baltazar Patzelt, n. 6. 1. 1783 Skalkens., o. 31. 8. 1807, † 7. 3. 1834
- 1825 Jan Jiří Dudek (Joann. Dudek), n. 6. 11. 1787 Teyna, o. 17. 8. 1814, † 2. 4. 1864
- 1828 Josef Eduard Peterka, n. 11. 11. 1788 Münchengrätz, o. 17. 3. 1815, † 28. 6. 1851
  - 1834 Jan Jonáš
- 1835 Václav Vavřinec Eichler, n. 23. 9. 1790 Czistaens., o. 15. 8. 1816, † 7. 2. 1865
- 1852 Joachim Jindra, n. 17. 8. 1806 Horaticens., o. 28. 9. 1832, † 11. 7. 1886
  - 1859 Leopold Zuman
- 1860 Antonín Cihlář, n. 12. 6. 1817 Gemnik., o. 29. 7. 1842
- 1872 Eduard Fleischmann, n. 8. 3. 1825 Nabsel, o. 25. 7. 1849, † 4. 3. 1893
- 1876 Josef Pek, n. 3. 1. 1831 Wemschen, o. 25. 7. 1854, † 22. 1. 1902
- 1890 Gustav Jan Müller (Gust. Joann. Müller), n. 24. 1. 1854 Heidemühl, o. 19. 7. 1879, † 24. 5. 1918
  - 1901 František Hlaváč
- 1902 František Steffan, n. 18. 7. 1870 Arnau, o. 17. 6. 1894, † 22. 1. 1935
- 1907 František Serafinský Srch, n. 8. 2. 1868 Nová Ves, o. 7. 7. 1895, † 26. 2. 1932
- 1911 par. vacat, admin. interc. Josef Pažout
- 1912 Josef Pažout, n. 15. 12. 1871 Vosek, o. 5. 7. 1873
- 1939 par. vacat, admin interc. Herm. Parton
- 1. 11. 1939 par. vacat, admin interc. Franz Hellmich,[6] n. 11. 8. 1912 Cínovec, o. 28. 6. 1936 Litoměřice, † 5. 8. 2000 Hadamar – Steinbach[4]

#### Administrátoři excurrendo
- 1. 2. 1947 Jaroslav Dostálek, admin. exc. z Bělé pod Bezdězem
- 1. 3. 1951 Eduard Schimmel, admin. exc. z Bělé pod Bezdězem
- 1. 10. 1952 Bohuslav Čálek
- 13. 10. 1952 Jaroslav Dostálek, admin. exc. z Bělé pod Bezdězem
- 1. 10. 1990 Viktor Maretta
- 15. 8. 1991 Petr Kubíček, admin. exc. z Bakova nad Jizerou
- 1. 5. 1993 Jozef Piroh, admin. exc. z Bakova nad Jizerou
- 1. 12. 1995 Jiří Veith, admin. exc. z Bakova nad Jizerou
- 1. 8. 2000 Jan Nepomuk Jiřiště, admin. exc. z Bělé pod Bezdězem
- 10. 12. 2013 Stanislav Přibyl CSsR, admin. exc. z Litoměřic
- 2. 1. 2014 Pavel Mach, admin. exc. z Mnichova Hradiště[6]

Kromě kněží stojících v čele farnosti, působili ve farnosti v průběhu její historie i jiní kněží. Většinou pracovali jako farní vikáři, kaplani, katecheté, výpomocní duchovní aj.

## Území farnosti
Do farnosti náleží území obce:
- Bílá Hlína (Unterweisslein)[p 2]
- Dolní Krupá (Niederkrupai)[p 2]
- Dolní Rokytá (Niederrokitai)[p 2]
- Horní Rokytá (Oberrokitai)[p 2]
- Jezová (Jesowai)[p 2]

## Římskokatolické sakrální stavby a místa kultu na území farnosti
| | Fotografie    | Stavba                                          | Místo         | Bohoslužby                      | Zeměpisné souřadnice                                                   | Status                     | Číslo kulturní památky |
| Kostel a fara | Kostel a fara | Kostel a fara                                   | Kostel a fara | Kostel a fara                   | Kostel a fara                                                          | Kostel a fara              | Kostel a fara |
| --- | ------------- | ----------------------------------------------- | ------------- | ------------------------------- | ---------------------------------------------------------------------- | -------------------------- | --- |
| 1. |               | Kostel sv. Václava                              | Dolní Krupá   | bližší informace o bohoslužbách | Dolní Krupá při silnici 50°32′46″ s. š., 14°52′7″ v. d.                | farní kostel               | 35666/2-1544 (Pk•MIS•Sez•Obr•WD) (Q18642609) |
| 2. |               | Roubená fara u kostela sv. Václava              | Dolní Krupá   | —                               | Dolní Krupá 15 50°32′45″ s. š., 14°52′5″ v. d.                         | bývalé sídlo farního úřadu | 25413/2-1547 (Pk•MIS•Sez•Obr•WD) (Q30860036) |
| Zvonice |               |                                                 |               |                                 |                                                                        |                            | |
| 3. |               | Zvonice jižně od kostela sv. Václava            | Dolní Krupá   | —                               | náves, jižně od kostela 50°32′42,87″ s. š., 14°52′5,38″ v. d.          | zvonice                    | 47296/2-1545 (Pk•MIS•Sez•Obr•WD) (Q37176699) Původní zvonice zřejmě z počátku 15. století, zděná dvojnásobné výšky oproti dnešní stavbě, první zvony z roku 1404 a 1416. Roku 1425 vypálena, jeden zvon shozen a praskl, druhý obyvatelé zakopali pod podlahu stavby. Současná stavba sroubena na zděném přízemí roku 1751, je jedinou zvonicí v České republice tohoto typu. Aktuálně je zvonice bez zvonů. |
| 4. |               | Zvonička                                        | Horní Rokytá  | —                               |                                                                        | zvonice                    | Stojí na místě kaple sv. Máří Magdalény z roku 1715. Byla postavena nákladem celé obce. |
| Kaple, výklenkové kaple, Boží muka a sochy |               |                                                 |               |                                 |                                                                        |                            | |
| 5. |               | Polní výklenková kaple sv. Vojtěcha             | Dolní Krupá   | bohoslužby příležitostně        | —                                                                      | výklenková kaple           | Z roku 1771. Postavena nákladem Kryštofa Kašpara, statkáře v Krupé č.p. 37, udržoval Jan Václav Peschel |
| 6. |               | Kaple sv. Jana Křtitele                         | Dolní Rokytá  | bohoslužby příležitostně        | 50°32′56″ s. š., 14°52′59″ v. d.                                       | obecní kaple               | Pochází z roku 1826 a byla postavena nákladem celé obce. |
| 7. |               | Kaple sv. Václava a sv. Jana Nepomuckého        | Dolní Rokytá  | bohoslužby příležitostně        | —                                                                      | obecní kaple               | Datum založení není znám. Byla postavena nákladem celé obce. |
| 8. |               | Kaplička Nejsvětější Trojice                    | Horní Rokytá  | bohoslužby příležitostně        | 50°34′6″ s. š., 14°51′40″ v. d.                                        | obecní kaple               | Datum postavení není znám. |
| 9. |               | Výklenková kaplička Nejsvětější Trojice         | Horní Rokytá  | bohoslužby příležitostně        | severovýchodní strana návsi, pp. 385/8 50°33′54″ s. š., 14°52′5″ v. d. | výklenková kaple           | 30907/2-3626 (Pk•MIS•Sez•Obr•WD) (Q37285944) Kaplička je darem manželů Tůmových z roku 1885. Byla postavena nákladem celé obce. |
| 10. |               | Boží muka s vyobrazením Panny Marie Svatohorské | Horní Rokytá  | bohoslužby příležitostně        | na cestě z Horní Rokyté do Krupé                                       | Boží muka                  | Byla postavena v roce 1831 |
| 11. |               | Socha sv. Jana Nepomuckého                      | Dolní Krupá   | bohoslužby příležitostně        | při silnici, při škole, pp. 74/2 50°32′47″ s. š., 14°52′0″ v. d.       | socha                      | 32341/2-1546 (Pk•MIS•Sez•Obr•WD) (Q37176713) |
| Zaniklé objekty |               |                                                 |               |                                 |                                                                        |                            | |
| 12. |               | Kaple Panny Marie Lourdské                      | Jezová        | bohoslužby příležitostně        | —                                                                      | kaple                      | Pocházela z roku 1900 a byla postavena nákladem Wenzela Riegla na místě původní dřevěné kaple se zvonkem, zbořena sovětským vojskem. |
| Některé drobné sakrální stavby a pamětihodnosti lze dohledat zde v databázi Drobné sakrální památky Zaniklé sakrální stavby lze dohledat zde v databázi Poškozené a zničené kostely, kaple a synagogy v České republice |               |                                                 |               |                                 |                                                                        |                            | |

Ve farnosti se mohou nacházet i další drobné sakrální stavby, místa římskokatolického kultu a pamětihodnosti, které neobsahuje tato tabulka.